# Universidad de las Américas de Puebla
La Universidad de las Américas Puebla (UDLAP) es una universidad privada ubicada en la ex Hacienda Santa Catarina Mártir, en San Andrés Cholula, Puebla, México. Se encuentra clasificada como Institución de Nivel VI, en la Southern Association of Colleges and Schools - Commission on Colleges (SACSCOC).
Fue fundada en 1940 bajo el nombre de Mexico City College. En 1966 la Fundación Mary Street Jenkins asignó los fondos necesarios para que se estableciera en Cholula, mudándose en 1970 a su sede actual. En 1985 se separó de la Universidad de las Américas A.C, manteniéndose como instituciones independientes hasta la fecha.
La UDLAP es reconocida como una de las principales instituciones de educación superior en México y goza de reconocimiento internacional.
Su rector es el Dr. Luis Ernesto Derbez Bautista, exsecretario de Relaciones Exteriores y Economía de México.

## Historia

### Primeros años (1940-1960)
La Universidad de las Américas Puebla fue fundada el 1 de julio de 1940, en el Distrito Federal con el nombre de Mexico City College (MCC). Sus fundadores fueron el Dr. Henry L. Cain, superintendente de la American School Foundation y el Dr. Paul V. Murray, director del Departamento de Educación Media Superior de dicha institución. Sus primeras instalaciones se ubicaron en una casa Avenida Tacubaya #40 (hoy Avenida Vasconcelos #32) y más tarde se expandió a varios edificios de la colonia Roma, a lo largo de la calle de San Luis Potosí.
En 1940, el Dr. Henry L. Cain se convierte en el primer rector de la institución. En 1943 se graduaron los primeros 12 estudiantes, obteniendo los grados de Associate in Arts (AA). En 1946 cambian de un sistema que otorga grados de Associate in Arts (AA) de 3 años a Bachelor in Arts (BA) de 4 años, así como de un programa semestral a trimestral. Desde ese año, la Administración Norteamericana de Veteranos incluye al MCC en el GI Bill con lo que estimula a que muchos veteranos de guerra opten por continuar o empezar sus estudios en esta institución. Este año el número total de estudiantes alcanzó la cifra de 75.
En 1946 es fundado el Departamento de Antropología por los doctores Wigberto Jiménez Moreno y Pedro Bosch Gimpera, destacados académicos (el primero, arqueólogo e historiador; el segundo historiador español que emigró a México durante el exilio español). Este departamento se mantiene hasta el día de hoy como uno de los más antiguos y emblemáticos de la institución y se encuentra localizado en el edificio de la Hacienda.
En 1947 se funda la Escuela de Graduados, siendo nombrados como codirectores de la misma los doctores Lorna L. Stafford y José Gaos. Se crean los programas de posgrado (Master of Arts) en Antropología, Administración de Negocios (con especialidad en Comercio Exterior), Escritura Creativa, Economía, Historia y Relaciones Internacionales y Español, así como el grado de Master in Fine Arts. Ese mismo año, 21 estudiantes reciben sus diplomas de estudios profesionales de Bachelor in Arts. Durante los siguientes diez años, más de 2500 estudiantes obtendrían sus diplomas del MCC para continuar con sus estudios en instituciones en México, Estados Unidos y Europa. Este mismo año se inicia la primera publicación estudiantil, El Conquistador de Mexico City College, que posteriormente cambiaría su nombre a El Grito de Mexico City College, luego a The Collegian, para ser conocido posteriormente como The Mexico City Collegian. Esta publicación ganó varios reconocimientos por la Associated Collegiated Press a lo largo de su historia.
En 1951, la institución obtiene el registro como miembro de la Association of Texas Colleges con carácter extraterritorial y en 1959 la Universidad de las Américas fue aceptada como miembro de la Southern Association of Colleges and Schools (SACS) de los Estados Unidos.
En 1953, el Dr. Henry L. Cain se retira y el Dr. Paul V. Murray lo sucede como el segundo rector de la universidad.
En marzo de 1954 la institución se mudó a un terreno de 8 hectáreas localizado en las afueras de la Ciudad de México, en el kilómetro 16.5 de la carretera México-Toluca, en donde inició un proceso de consolidación de su infraestructura académica.
En 1957 la institución abre su primer centro de extensión fuera de la Ciudad de México: el Centro de Estudios Regionales en Oaxaca, con el fin de poder dar continuidad y apoyo a los proyectos de trabajo arqueológico realizados en la región (Mitla, Yagul, Dainzú y Monte Albán, principalmente) iniciados por el Dr. Ignacio Bernal, uno de los arqueólogos más destacados en ese tiempo en el país, discípulo de Alfonso Caso y jefe del Departamento de Antropología del MCC de 1948 a 1959. El Boletín del Centro de Estudios Regionales del MCC, así como las publicaciones seriadas Notas Mesoamericanas, fueron notables publicaciones de gran valor para los investigadores de la cultura prehispánica mexicana, ampliamente consultadas por expertos nacionales y extranjeros durante los años en que fueron editadas.
En 1959 es aceptada como miembro de la Asociación de Colegios y Escuelas del Sur de Estados Unidos (Southern Association of Colleges and Schools, SACS), siendo así la segunda institución extraterritorial cuyos programas educativos fueron reconocidos y validados por dicha asociación educativa norteamericana. Hasta la fecha actual ha mantenido la acreditación de sus programas de estudio ante esta institución. Este mismo año, recibe como donativo el Museo Frisell de Mitla, en donde se instalaría posteriormente el Centro de Estudios Regionales Oaxaqueños.

### Cambio de sede (1960-1970)

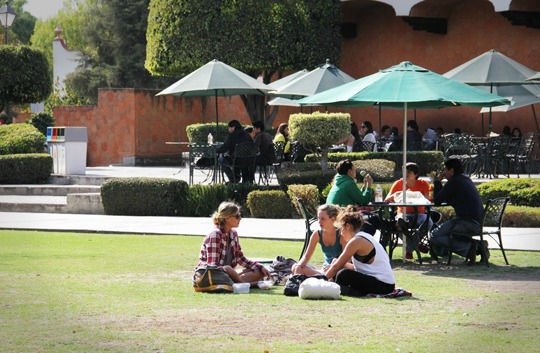
Fotografía del centro estudiantil de la UDLAP

Para reflejar más claramente la hermandad entre Estados Unidos y los países de América Latina, en 1961 el Mexico City College cambió su nombre por University of the Americas. En 1962, el Dr. D. Ray Lindley se convierte en el tercer rector de la universidad, la cual se divide en la Escuela de Artes y Ciencias, la Escuela de Graduados y la Escuela Nocturna.
En 1966, la Fundación Mary Street Jenkins, presidida por Manuel Espinosa Yglesias, y la Agencia para el Desarrollo Internacional de los Estados Unidos (USAID) asignaron fondos para que se estableciera el campus en el municipio de Cholula, en la hacienda Santa Catarina Mártir, con una extensión de más de 66 hectáreas. En 1968, recibió la acreditación por parte de la Secretaría de Educación del Estado de Puebla. Ese mismo año se crea el Instituto Tecnológico, que sentaría las bases posteriores para la Escuela de Ingenierías.
En 1970, la universidad se trasladó a su actual campus en Santa Catarina Mártir. En 1971, el Dr. R. Richard Rubottom Jr. fue nombrado el cuarto rector de la institución.

### Proceso demexicanización(1971-1985)
En 1973, el Dr. Byron K. Trippet asume la rectoría de la institución. En 1975, la universidad inicia un proceso de mexicanización al incrementar el número de estudiantes provenientes de todo el país y nombra al Dr. Fernando Macías Rendón como nuevo rector, el sexto en la historia de la universidad.
En 1976, la institución sufre un proceso de huelga luego de la creación de un Sindicato de Trabajadores Académicos (STAUDLA) quienes declaran el paro de actividades y tomaron las instalaciones hasta el fin del conflicto el 19 de agosto de 1976. Ese mismo año, la UDLAP recibió de la Dirección General de Profesiones de la Secretaría de Educación Pública federal el registro de sus programas de estudio.
En 1978, nace la Escuela de Ciencias Económico-Administrativas y la Escuela de Ciencias y Humanidades cambia su nombre a Escuela de Ciencias Sociales y Humanidades; en 1981, el Instituto Tecnológico cambia su nombre a Escuela de Ingeniería.

### Rectorado de Enrique Cárdenas (1985–2001)
En 1985, la universidad se separó legal e ideológicamente de la asociación civil de la Ciudad de México, bajo la denominación Fundación Universidad de las Américas, Puebla, cuyos patronos son los mismos que los de la Fundación Mary Street Jenkins. De este modo, la UDLAP queda como una institución independiente de la Universidad de las Américas, A.C. (UDLA, A.C.), con sede actual en la colonia Roma Norte de la Ciudad de México. Ese año, el Lic. Demetrio Bolaños Guillén es nombrado el séptimo rector de la institución, pero se separa del cargo tras la ruptura con la asociación civil. En su lugar, el Dr. Enrique Cárdenas es nombrado rector interino.
En 1986, el Consejo Universitario ratifica al Dr. Cárdenas como octavo rector de la universidad. Ese mismo año, se crea el Instituto de Estudios Avanzados.
En 1988, el Consejo aprueba la creación del proyecto de Ciencias Básicas y Humanidades, con lo que se crean la Escuela de Ciencias y la de Humanidades.
En 1989 se crea la Escuela de Ciencias, con los programas académicos de Licenciatura en Matemáticas y de Licenciatura en Física dentro del Departamento de Física y Matemáticas. Ese año se inscriben los primeros alumnos a los programas de Matemáticas y Física.
En 1990 se concluye la construcción del Edificio de la Escuela de Ciencias, que incluía espacios de oficina, laboratorios de docencia e investigación y una biblioteca especializada en el área. Se abren las licenciaturas en Biología, Química y Quimicofarmacobiología dentro del Departamento de Química y Biología.
En agosto de 1992 se adquiere un equipo de resonancia magnética nuclear (RMN) de 200 MHz para apoyar el desarrollo de investigación en estructura molecular en química orgánica. Este equipo fue el primero en su tipo en universidades privadas en México y en su momento, uno de los primeros diez existentes en el país.
En 1993 se construyen nuevos laboratorios de ciencias, incluyendo una planta de ingeniería química piloto, y un edificio para la Escuela de Humanidades, nombrado William O. Jenkins en memoria del fundador de la Fundación Mary Street Jenkins.
En 1994 la universidad se convierte en una de las primeras en México en poseer conexión de voz y datos.
En 1995 se crea en el Departamento de Química y Biología de la Escuela de Ciencias, y la Maestría en Ciencias de Laboratorio Clínico, en colaboración con los Laboratorios Clínicos de Puebla. El programa cambió de nombre en el año de 1998 a Maestría en Biomedicina Clínica y desde sus inicios y hasta su terminación en el año 2005, graduó a 38 alumnos.
En 1997 el acceso al acervo bibliográfico se digitaliza e inicia una transformación hacia bibliotecas digitales.Udla. Un esfuerzo colectivo. Informe de actividades 1985-2001 Departamento de Publicaciones Udlap, 2001. p. 50-52.
En 1998 la licenciatura en Químicofarmacobiología es sustituida por la Licenciatura en Ciencias Farmacéuticas, y se crea la Licenciatura en Matemáticas y Economía. También se abren los programas de posgrado en Maestría en Biotecnología y Maestría en Biomedicina Clínica. Se establece el sistema de colegios residenciales con la apertura de los tres primeros.

### Rectorado de Nora Lustig (2001-2005)
En 2001, el Dr. Enrique Cárdenas hizo pública su renuncia tras 15 años al frente de la universidad. El Consejo Universitario avaló la candidatura de la Dra. Nora Lustig, quien fue investida como la novena rectora de la institución el 28 de septiembre de 2001.
En 2002 se crea el Instituto de Políticas Públicas y se construye un laboratorio de comunicaciones ópticas para el Centro de Investigación de la Automatización Tecnológica.[cita requerida]
En 2005 se termina la construcción del CAIL (Conjunto para el Aprendizaje e Investigación en Lenguas). El edificio se inauguró el 10 de junio, pocos días después de la partida de Lustig como rectora. La administración de Lustig también renovó un par de colegios residenciales, la clínica y el Centro de Desarrollo Regional.
Otros de los logros de Lustig frente a la UDLAP fue convertirla en la institución privada nacional con el mayor porcentaje de miembros en el Sistema Nacional de Investigadores (SNI) dentro de la facultad. 10 de sus 13 programas de posgrado fueron reconocidos por el Consejo Nacional para la Ciencia y la Tecnología (Conacyt). Así mismo, la UDLAP fue colocada como la tercera mejor universidad a nivel nacional por el Consejo para la Acreditación de la Educación Superior de la Secretaría de Educación Pública de México.
A inicios de 2005, la rectora Lustig anunció la desaparición del equipo de Aztecas de la Universidad de las Américas Puebla, debido a los altos costos que implicaba para la institución (tasados en 16 millones de pesos). Sin embargo, la noticia causó tal controversia que se formó un patronato con exjugadores del equipo para el levantamiento de fondos para continuar con el programa de fútbol americano. Ante la organización, la UDLAP decidió mantener al equipo, uno de los más reconocidos de la ONEFA (actualmente, en la Liga Premier de la Conadeip).
En junio de 2005, la Dra. Lustig renunció a la rectoría por motivos personales.

### Rectorado de Pedro Ángel Palou García (2005-2008)
Luego del anuncio de la Dra. Lustig el 3 de junio de 2005 de su decisión de dejar la Rectoría de la UDLAP, el Patronato de la institución, encabezado por Don Guillermo Jenkins Anstead, realizó una búsqueda del sustituto. Entre los candidatos se mencionaron los nombres de destacados académicos como Pedro Ángel Palou, Francisco Guerra Vázquez, Miguel Hakim y Jorge Welti Chanes. En julio de 2005, el escritor Pedro Ángel Palou fue nombrado el décimo rector de la universidad.
En 2006 se introducen once nuevos programas de licenciatura y catorce de posgrado (cinco de ellos doctorado). Con lo anterior, la institución alcanzó un total de 52 programas de licenciatura, 24 maestrías presenciales y 11 a distancia, 3 maestrías internacionales de doble dipoloma y 7 doctorados. Algunos de los nuevos programas de licenciatura fueron altamente vanguardistas, multidisciplinarios y pioneros en su tipo en México y América Latina. Entre ellos podemos mencionar los programas de licenciatura en Relaciones Multiculturales, Gestión e Ingeniería del Conocimiento, Tecnologías de Información y Negocios, Bioquímica Clínica, Ciencias de la Nutrición y Nanotecnología e Ingeniería Molecular (el primer programa en su tipo en México y Latinoamérica); doctorados únicos por sus temáticas y enfoque, como el de Creación y Teoría de la Cultura, y el de Educación de las Ciencias, las Ingenierías y Tecnologías (cerrado posteriormente el 2012).
En 2007 inician las licenciaturas de Médico Cirujano y en Enfermería; el segundo piso del Edificio de Ciencias es remodelado con una inversión de 5 millones de pesos para albergar las instalaciones del Departamento de Ciencias de la Salud. Áreas de simulación médica, quirófano, anfiteatro, espacios de aprendizaje en enfermería y medicina, así como dos aulas magnas, junto con equipamiento de la más moderna tecnología, fueron incluidas en este espacio.
Durante el rectorado de Pedro Ángel Palou se consolidaron o crearon varios centros de investigación en la institución: el Centro de Estudios en Calidad de Vida y Desarrollo Social (CECAVI), el Centro de Investigación en Tecnología de la Información y Automatización (CENTIA, fundado en 1998), el Centro de Investigación en Economía y Políticas Públicas (CIEPP, que alguna vez fue el Instituto de Políticas Públicas y Estudios del Desarrollo, IPD, creado en la rectoría de Nora Lustig), el Centro de Investigación en Física y Matemáticas Aplicadas (CIFMA) y el Centro de Investigaciones Químico-Biológicas (CIQB).

#### Vinculación del movimiento delcrack
Miembro de la Generación del crack (movimiento literario mexicano de finales del siglo XX e inicios del siglo XXI), Palou García incorporó durante su administración a los escritores Jorge Volpi e Ignacio Padilla como parte de la facultad de la universidad. De igual manera, impulsó la creación de la revista literaria Revuelta, Revista Latinoamericana de Pensamiento, un esfuerzo editorial que buscó desde sus páginas recuperar la tradición de otras revistas como Vuelta, Savia moderna, Contemporáneos y Taller, en la que participaron intelectuales mexicanos como Vicente Herrasti, Eloy Urroz, Denise Dresser, Cristina Rivera Garza, Mario Bellatin, Carlos Chimal Archivado el 2 de abril de 2015 en Wayback Machine.,  entre otros.
El proyecto literario, que sólo publicó 8 números de diciembre de 2005 a octubre de 2007, tuvo una muy buena aceptación en la comunidad literaria latinaomericana, con la participación de numerosos escritores, ensayistas y críticos literarios; sin embargo, con la salida de Palou de la rectoría en 2007, se canceló el proyecto. Un nuevo proyecto editorial surgido en la Benemérita Universidad Autónoma de Puebla, iniciado en septiembre del 2010 y llamado Unidiversidad, con básicamente la misma estructura en su cuerpo editorial que la extinta Revuelta y cuyo director es Palou García, puede considerarse el rescate de dicho proyecto literario.

#### Despido a profesores y censura al diario estudiantil
Durante la gestión de Palou fueron despedidos profesores de alto nivel, en especial de las escuelas de Relaciones Internacionales, Economía y Comunicación, acusados de formar parte de un complot contra el rector. Esto ocasionó que alumnos y otros profesores se inconformaran y protestaran durante la ceremonia de graduación; además de que colocaron mantas alusivas en la ciudad.
La crisis del rectorado de Palou se agravó cuando el periódico estudiantil interno, La Catarina, fue sacado de circulación. Este hecho fue interpretado como un ejercicio de censura por parte de la rectoría, debido a que el periódico había criticado de forma abierta la relación del rector con el entonces gobernador de Puebla, Mario Marín Torres, así como el despido injustificado de profesores universitarios.
El 17 de enero de 2007, las instalaciones del periódico fueron desalojadas por elementos de seguridad interna. No se permitió que se tomaran fotografías del desalojo. 15 días después, La Catarina fue devuelta a los alumnos, con el mismo reconocimiento de Palou ante las críticas, teniendo que señalar que: “el medio es un ente crítico, libre y formativo, cuya responsabilidad debe correr a cargo de los estudiantes”. Aunque el diario fue devuelto, los estudiantes denunciaron que la rectoría mantenía el control de la publicación y el equipo de editores se disolvió.
El documental Un miércoles sin periódico, de Miguel Ángel Trancozo, toma como ejemplo el caso de La Catarina para retratar la censura periodística en las universidades. Asimismo, miembros y excolaboradores del periódico estudiantil publicaron La ex-Catarina, un ejemplar único donde hacen un recuento del caso, con opiniones de intelectuales mexicanos como Elena Poniatowska, Rafael Barajas y Jesusa Rodríguez. Dos de los estudiantes que documentaron la situación de la UDLAP durante este periodo recibieron el Premio Nacional de Periodismo 2009 en la categoría de Trabajo Universitario.
La gestión de Palou puso en riesgo la acreditación de la UDLAP ante SACS, quien colocó a la universidad con estatus on probation durante un año debido a los acontecimientos. Palou García anunció su renuncia a la rectoría en noviembre de 2007, arguyendo que ingresaría a La Sorbona en París, Francia, como investigador.

### Rectorado de Luis Ernesto Derbez (2008-2021)
Tras la salida del Dr. Palou García, en abril de 2008 el excanciller Luis Ernesto Derbez fue nombrado el decimoprimer rector de la UDLAP para un periodo de 5 años. En 2013, Derbez fue ratificado para el periodo 2013-2018.
La gestión de Derbez se ha distinguido por la inversión en infraestructura y remodelaciones a las instalaciones del campus, así como por la recuperación del estado regular de la universidad ante SACS en 2009 y su nombramiento en 2011 como institución nivel VI.
En 2009, la institución cambió su logotipo por uno nuevo, que ostenta actualmente.

#### 75 aniversario de UDLAP
En 2014, se presenta el logotipo que se utilizó en los festejos del 75 aniversario de la institución. En 2015, la UDLAP inició los festejos del 75 aniversario de la institución; por este motivo, se inauguran las exposiciones «75 años UDLAP: Memoria Gráfica», construida a partir de 75 paneles en los que se presenta la historia de la institución, “75 años – 75 artistas: selección conmemorativa”, “25x25x25” y “El hilo de la vida: bordados 1994-2015”. Además, se presenta el primer catálogo de la Colección de Arte UDLAP.
En mayo de 2015, la UDLAP recibe de manos del alcalde de Puebla, José Antonio Gali Fayad, la Cédula Real de la Ciudad.
El 1 de julio, fecha en que se realizó el primer día de clases del Mexico City College, tuvo lugar una ceremonia conmemorativa del 75 aniversario de la institución, en la cual se reinauguró el Auditorio de la universidad con el nombre de Guillermo y Sofía Jenkins; y se invistió como patronos eméritos a Guillermo Jenkins Anstead y a Sofía de Landa Irizar.

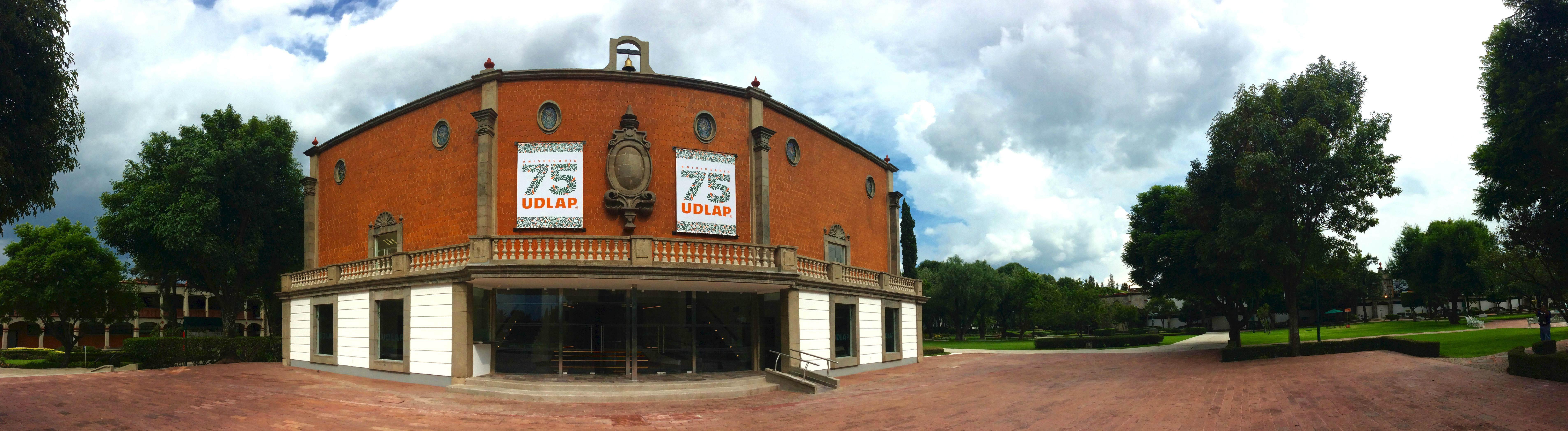
Auditorio Guillermo y Sofía Jenkins

La Lotería Nacional para la Asistencia Pública emitió el billete conmemorativo del 75 aniversario UDLAP para el sorteo mayor 3550, realizado el martes 14 de julio.
El Servicio Postal Mexicano emitió una estampilla postal conmemorativa, cuya cancelación para uso comercial se realizó en una ceremonia en el Auditorio Guillermo y Sofía Jenkins en el mes de septiembre.

#### Conflicto entre patronatos y toma del campus
La mañana del 29 de junio de 2021, el campus de la UDLAP fue tomado por la Policía estatal de Puebla con el objetivo de "recuperar" el control de la institución en favor de un nuevo patronato formado por orden de la Junta para el Cuidado de las Instituciones de Beneficencia Privada, órgano público desconcentrado responsable de vigilar a las fundaciones privadas en el estado de Puebla. De acuerdo a esta junta, el nuevo patronato se formó debido a supuestas órdenes de aprehensión contra los integrantes del anterior patronato, encabezado por Margarita Jenkins de Landa, debido a un presunto fraude de 14 mil millones de pesos (700 millones de dólares) en el que habrían participado.
Por la tarde de ese mismo día, Luis Ernesto Derbez calificó la toma de "arbitraria" y dijo que el nuevo patronato no tenía sustento legal. Por su parte, el gobernador del estado, Luis Miguel Barbosa, explicó que la Policía intervino en apoyo a una orden de un juez civil de la Ciudad de México.
El 7 de julio el nuevo patronato anunció que había interpuesto una denuncia ante la Fiscalía General de la República (FGR) contra Derbez por lavado de dinero, delincuencia organizada y administración fraudulenta.
El 12 de julio, el nuevo patronato nombró a Armando Ríos Piter como rector, acción que fue desconocida por Derbez y el anterior patronato al considerar que su designación no cumplía con los estatutos vigentes, los cuales indican que todo candidato debe ser aprobado por el consejo empresarial de la universidad. Cinco días después, Ríos Piter expresó que seguiría en el puesto encomendando por el nuevo patronato, a pesar de que un juzgado federal había ordenado el restituir al patronato que encabeza Jenkins de Landa, así como regresar las instalaciones y restituir a Luis Ernesto Derbez Bautista como rector. El 19 de agosto, el Patronato encabezado por Margarita Jenkins de Landa, con la aprobación del Consejo Empresarial y cumpliendo lo indicado en el Estatuto Orgánico de la institución, nombró como Rectora interina a la Dra. Cecilia Anaya Berríos, en sustitución del Luis Ernesto Derbez Bautista quien solicitó licencia al cargo. El 8 de febrero de 2022, Armando Ríos Píter presentó su renuncia vía Twitter a la rectoría al patronato establecido por la Junta para el Cuidado de las Instituciones de Beneficencia Privada.
El 24 de Febrero la rectora interina recibió las instalaciones por parte de un juez local, permitiendo de esta manera la reapertura del campus para reiniciar las actividades académicas, deportivas, artísticas y culturales.

## Rectores
- Henry L. Cain (1940-1953)
- Paul V. Murray (1953-1962)
- Ray D. Lindley (enlace roto disponible en Internet Archive; véase el historial, la primera versión y la última). (1962-1971)
- Richard Rubottom (1971-1973)
- Byron K. Trippet (1973-1975)
- Fernando Macías Rendón (1975-1985)
- Demetrio Bolaños Guillén (1985)
- Enrique Cárdenas Sánchez (1986-2001)
- Nora Lustig (2001-2005)
- Pedro Ángel Palou García (2005-2008)
- Luis Ernesto Derbez Bautista (2008- 2021)[29]
- Cecilia Anaya Berríos (2021-2023) (interina)
- Luis Ernesto Derbez Bautista (2023-)

## Ubicación geográfica

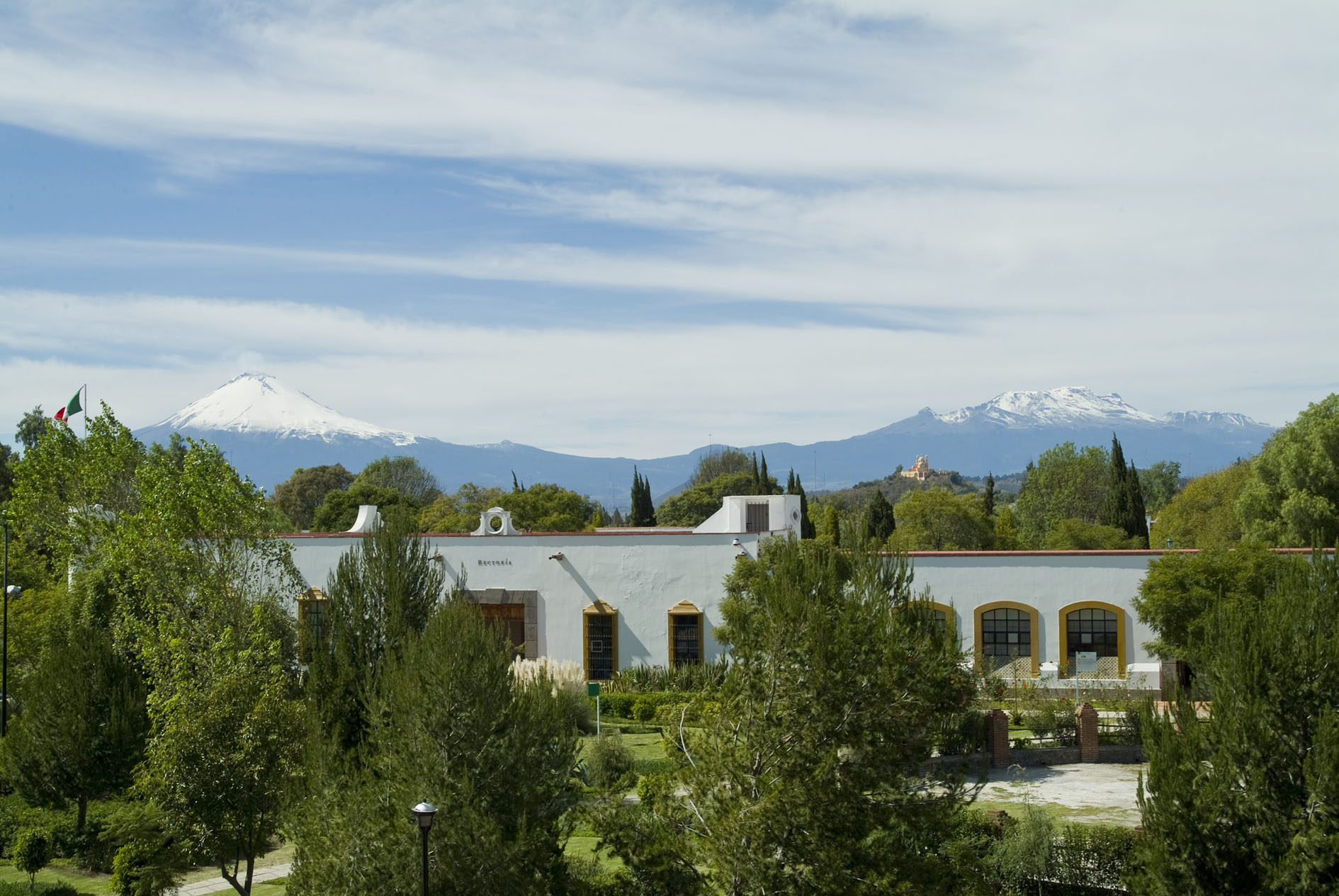
Vista de los volcanes Popocatépetl e Iztaccíhuatl desde la UDLAP

La UDLAP se encuentra en la zona metropolitana de Puebla. El campus está asentado en la ciudad de San Andrés Cholula, milenaria, rica en cultura y tradición, considerada como un importante centro arqueológico con sus casi 2500 años de ocupación continua, lo que la ubica como la ciudad habitada más antigua de México, de acuerdo con datos estadísticos del Instituto Nacional de Estadística, Geografía e Informática.

## Campus

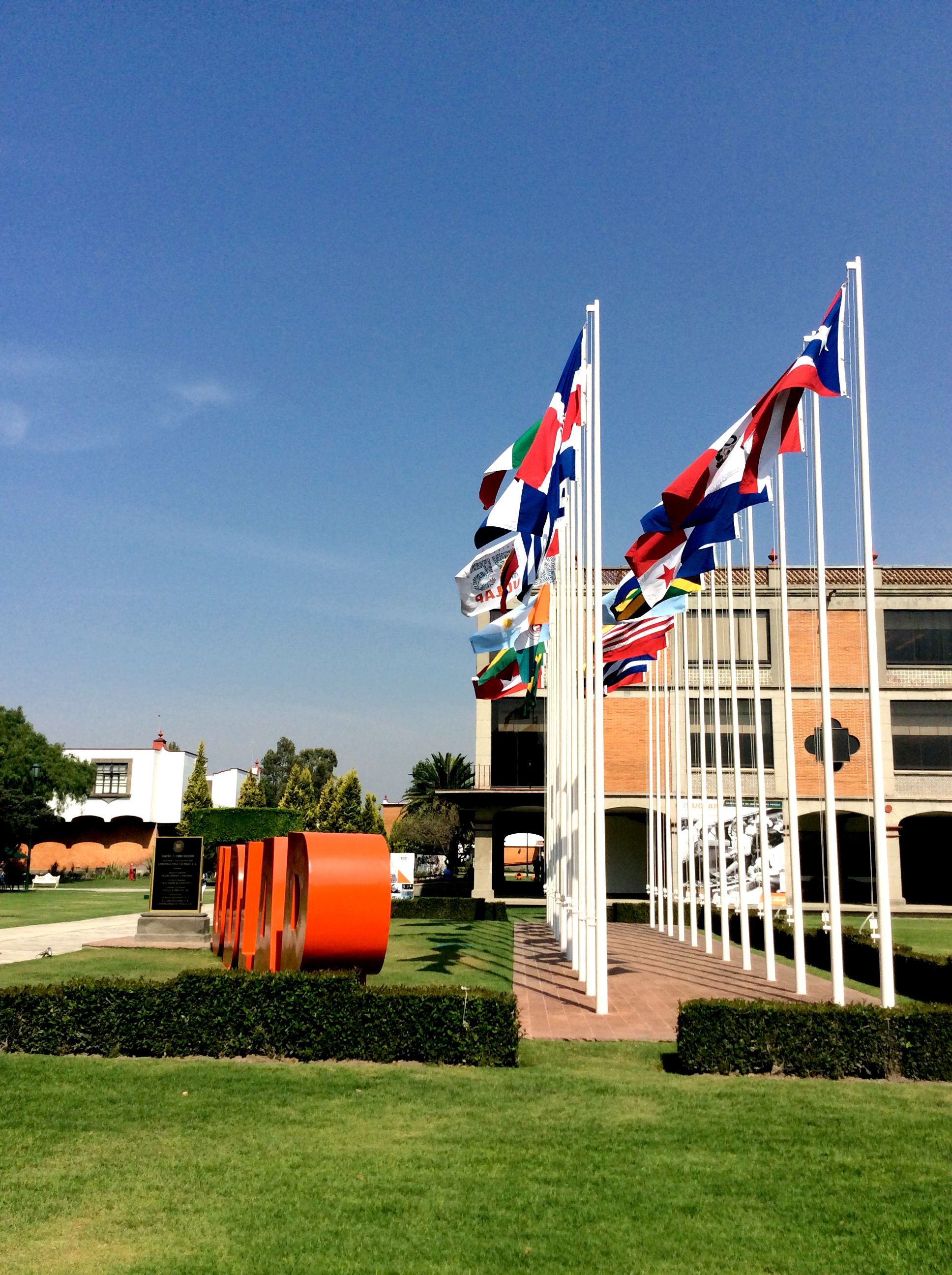
Plaza de las Banderas UDLAP

El campus cuenta hoy con 38 edificios en sus 73.2 hectáreas (incluyendo la zona residencial) de las cuales 50.61 hectáreas son áreas verdes. Su panorama en un día claro se ve compuesto por cuatro de los volcanes más altos de México: El Pico de Orizaba, el Popocatépetl, el Iztaccíhuatl y la Malintzin.
Se incluyen, además de las instalaciones académicas con aulas, laboratorios de ciencia, ingeniería mecánica e industrial, ingeniería electrónica, telecomunicación, una planta química piloto, un complejo de aprendizaje de lenguas, cuatro dormitorios internos, varias cafeterías, una biblioteca central, un centro estudiantil, auditorio, ágora, y zona residencial. Sus instalaciones deportivas consisten de cinco canchas de fútbol soccer, dos campos de fútbol americano, una cancha de fútbol rápido, un campo de béisbol, gimnasio, seis canchas de tenis, dos canchas de baloncesto y voleibol y una duela.
La Biblioteca fusiona el esquema tradicional con los servicios de información en un nivel presencial y virtual; está conformada por 4 niveles dentro de los cuales 4,420 m² son área de lectura, 2,150 son área de oficinas y 1,320 m² son área de estantería; su infraestructura incluye 4 salas multimedia de colaboración y 3 salas de instrucción bibliográfica con equipo de cómputo, además cuenta con cubículos para estudio individual y grupal.
La Escuela de Artes y Humanidades cuenta con Sala de Artes Escénicas incluyendo audio e iluminación, área de butacas, escenario, camerinos, almacén, taquilla y taller. En el edificio de la Escuela de Negocios y Economía se encuentran los laboratorios de investigación cualitativa e innovación, investigación cuantitativa e inteligencia de Mercados y Retail; así como la Escuela de Ciencias Sociales que cuenta con un laboratorio de Psicología Cámara Gesell, y una Sala de Juicios Orales para la licenciatura en Derecho.

### Flora del campus

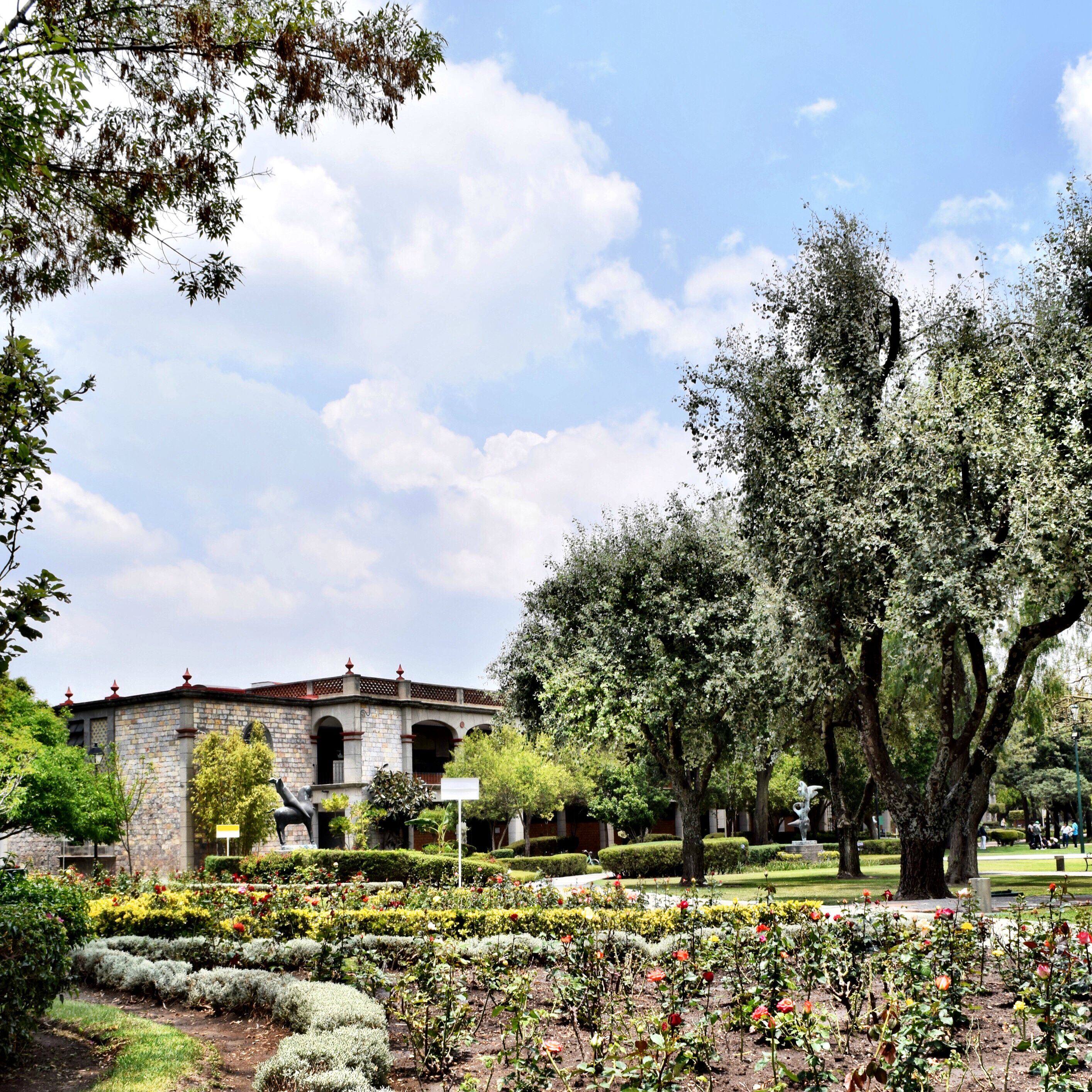
Jardín de las rosas UDLAP

El campus está situado en la planicie de la región fisiográfica conocida como Provincia del Eje Neovolcánico y en sus áreas verdes se presentan relictos de la vegetación que se encontraba originalmente de la Hacienda de Santa Catarina Mártir. Las especies de árboles más comunes son especies nativas como el fresno (Fraxinus uhdei) y el ciprés (Cupressus lusitanica), y algunas otras introducidas desde la época colonial, como el pirul (Schinus molle), el sauce llorón (Salix babylonica) y la chirimoya (Annona cherimola).
A partir del establecimiento de la UDLAP en esta localidad, la plantación de especies vegetales estuvo determinada por cumplir los objetivos ornamentales, y el de reforestación con especies de rápido crecimiento, ejemplo de estas especies son el trueno (Ligustrum lucidum) y la jacaranda (Jacaranda mimosifolia). Se encuentran también algunas especies que, según criterios ambientales actuales, no se consideran apropiadas por ser flora invasora, tal es el caso de: el eucalipto (Eucalyptus camaldulensis) y la casuarina (Casuarina equisetifolia).
Existen otras especies en los jardines de la universidad, por ejemplo: en el Huerto Franciscano se encuentran los capulines (Prunus serotina var. capuli) y tejocotes (Crataegus mexicana), mientras que en el “Jardín del Jugador” se encuentran árboles tales como moreras (Morus alba), olivos (Olea europea), algarrobos (Ceratonia siliqua), ahuehuetes (Taxodium mucronatum) y ceibas (Ceiba pentandra).
Entre las especies que se encuentran en el jardín del escudo de la rotonda, en el acceso principal al campus, encontramos:
- Duranta erecta var. Aurea[83] (planta amarilla), es una variedad cultivada obtenida a partir de un arbusto de origen mexicano de la familia Verbenaceae. La forma silvestre es parte de la vegetación tropical, principalmente en la vertiente del Golfo de México.

- Solenostemon scutellarioides (planta roja), conocido comúnmente como coleus, es una herbácea perenne de la familia de la Lamiaceae. Es nativa del sureste de Asia, y ha sido cultivada como planta ornamental desde la era victoriana, de la cual existen miles de variedades en la actualidad.

- El trueno Venus o chispa (Cuphea hyssopifolia) es un arbusto pequeño, perteneciente a la familia Lythraceae (familia del granado), que se distribuye de manera natural en México y Centroamérica. Sus flores pueden presentar colores que varían del blanco al rosa intenso. Esta especie se utiliza en la medicina tradicional en Oaxaca. Cuphea es un género americano de 250 especies que habitan en lugares perturbados.

### Residencias Universitarias

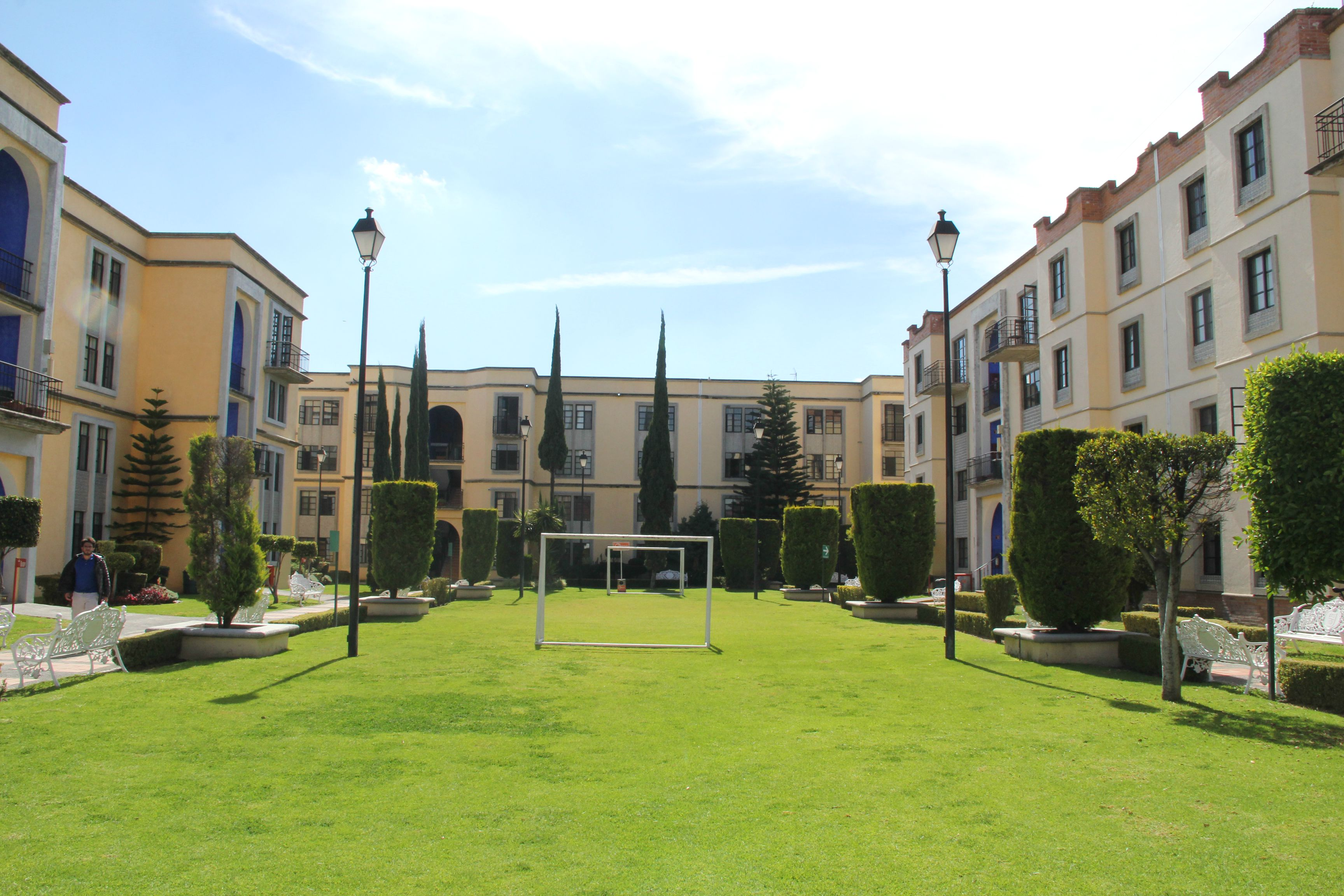
Colegios Residenciales UDLAP

La universidad cuenta con un sistema de Colegios Universitarios en el que se conforman comunidades de aprendizaje en donde estudiantes viven y conviven, compartiendo conocimiento a través de la actividad cotidiana. Los cuatro colegios universitarios son: José Gaos, Ray Lindley, Cain Murray e Ignacio Bernal.

### Liderazgo Estudiantil
La universidad cuenta con diversos programas de integración y liderazgo estudiantil, donde el estudiante puede desarrollar habilidades en un ambiente sano, crítico y objetivo. El Consejo Estudiantil (CEUDLAP) y las Organizaciones Estudiantiles como: la Catarina, Elocuencia8080, Pom Pom Girls, entre otras son ejemplo de ello. También se cuenta con diversos talleres que tienen el objetivo de desarrollar y perfeccionar las habilidades personales, sociales y artísticas.

## Acreditaciones
Los programas académicos de la UDLAP cuentan con el Reconocimiento de Validez Oficial (RVOE) otorgado por la Secretaría de Educación Pública (SEP) además de la Acreditación de Licenciaturas ante el COPAES (Consejo para la Acreditación de la Educación Superior, A. C.), ante los CIEES (Comités Interinstitucionales para la Evaluación de la Educación Superior, A.C.) y de otras instancias internacionales.
Las principales instancias de acreditación de la Universidad incluyen a la Southern Association of Colleges and Schools - Commission on Colleges (SACSCOC) en donde la UDLAP cuenta con la acreditación que la identifica como Institución de Nivel VI para otorgar los grados de licenciatura, maestría y doctorado, FIMPES en donde la UDLAP posee el carácter de Afiliada Acreditada Lisa y Llana y las otorgadas ante organismos reconocidos por el Consejo para la Acreditación de la Educación Superior (COPAES):

### A nivel nacional
Los programas académicos de la UDLAP están acreditados por las siguientes instancias:
- ANPADEH (Acreditadora Nacional de Programas de Arquitectura y Disciplinas de Espacio Habitable A.C.)
- CACECA(Consejo de Acreditación en la Enseñanza de la Contaduría y Administración)
- CACEI (Consejo de Acreditación de la Enseñanza de la Ingeniería, A. C.)
- CNEIP (Consejo Nacional para la Enseñanza e Investigación en Psicología, A. C.)
- CONAECQ (Consejo Nacional de Enseñanza y Ejercicio Profesional de las Ciencias Químicas, A.C.)
- CONAC (Consejo de Acreditación de la Comunicación y Ciencias Sociales A.C.)
- ACCECISO (Asociación para la Acreditación y Certificación en Ciencias Sociales)
- CONAET (Consejo Nacional para la Calidad de la Educación Turística)
- CACEB (Comité de Acreditación y Certificación de la Licenciatura en Biología, A. C.)
- COMAEF (Consejo Mexicano para la Acreditación de la Educación Farmacéutica, A. C.)
- COMAPROD (Consejo Mexicano para la Acreditación de Programas de Diseño)
- CONAED (Consejo para la Acreditación de la Enseñanza del Derecho)
- CAESA (Consejo para la Acreditación de la Educación Superior de las Artes)
- COAPEHUM (Consejo para la Acreditación de Programas Educativos en Humanidades)
- CONACE (Consejo Nacional de Acreditación de la Ciencia Económica, A.C.)
- CAPEF (Consejo de Acreditación de Programas Educativos en Física, A.C.)
- COMAEM (Consejo Mexicano para la Acreditación de la Educación Médica, A. C.)
- CONCAPREN (Consejo Nacional para la Calidad de los Programas Educativos en Nutriología A.C)

Asimismo se cuenta con opinión favorable del Consejo Mexicano para la Acreditación de la Educación Médica, A. C., OMAEM.

### A nivel Internacional
- IFT (Institute Food Technology)
- ABET (Acreditación de Programas en Ciencias Aplicadas, Ciencias de la Computación, Ingeniería y Tecnología)
- RSB (Programa de Honores acreditado por The Royal Society of Biology)*
- RSC (Acreditado por la Royal Society of Chemistry)

Igualmente, cuenta con programas de Posgrado acreditados por el Consejo Nacional de Ciencia y Tecnología, CONACYT. Estos programas son: doctorado en Creación y Teorías de la Cultura, doctorado en Biomedicina Molecular, doctorado en Ciencia de Alimentos, doctorado en Ciencias del Agua y doctorado en Sistemas Inteligentes.

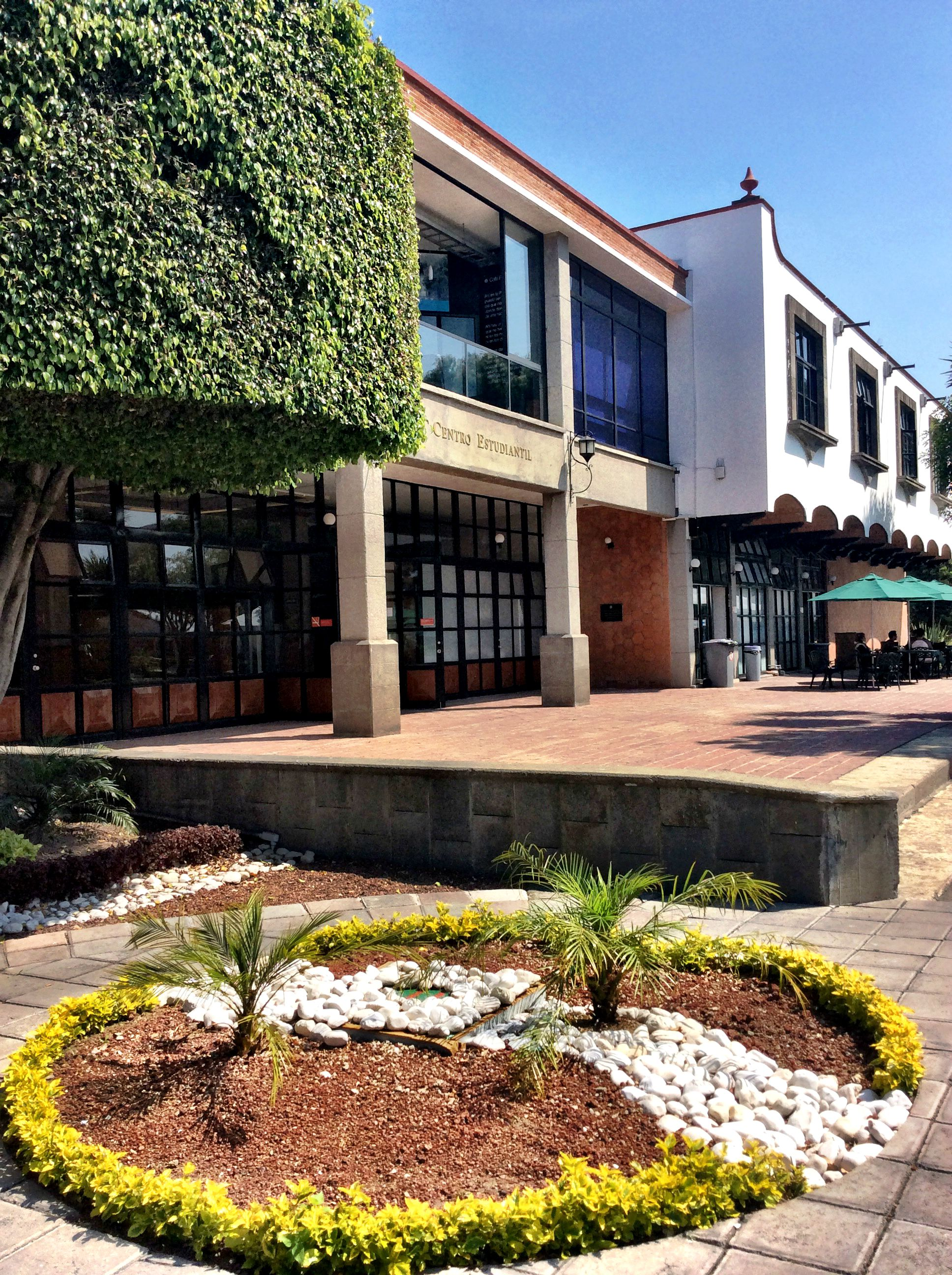
Centro Estudiantil UDLAP

### Rankings
En 2011 la UDLAP ocupó el octavo sitio de la clasificación general de universidades del país y la segunda mejor en la calidad académica de la facultad, según la clasificación publicada en el diario de circulación nacional El Universal el 28 de marzo del 2011. En 2013, 2014, 2016, 2017, 2018, 2019 y 2020, la UDLAP ocupó el primer lugar entre las universidades privadas de México de acuerdo al mismo diario.
En 2011 el programa de MBA de la UDLAP ocupó el tercer lugar de los programas de maestría que se ofrecen en México y el número 19 de todos los países de América Latina, según la revista América Economía.
En 2012, la UDLAP se posicionó en el quinto lugar dentro del ranking de la revista Expansión en el rubro de los mejores MBA de México. En una publicación especial de 2013, la revista Expansión posiciona el MBA de la UDLAP en la cuarta posición.
La calificadora británica Quacquarelli Symonds (QS World University Rankings) otorgó en 2013 a la Universidad de las Américas Puebla 5 estrellas en las categorías de Enseñanza, Empleabilidad, Internacionalización, Instalaciones y Accesibilidad.
De acuerdo a la evaluación del periódico Reforma, las licenciaturas en Administración de Empresas, Arquitectura, Comunicación, Ingeniería Industrial, Ingeniería en Sistemas Computacionales y Psicología de la UDLAP, se posicionaron en el primer lugar. En 2014 y de acuerdo al mismo diario, las licenciaturas que se posicionaron en primer lugar son: Arquitectura, Comunicación y Psicología.[cita requerida]

## Oferta educativa
La Universidad de las Américas Puebla cuenta con 49 licenciaturas y 29 posgrados en diversas áreas de especialidad:
 EDAH - Escuela de Artes y Humanidades 
Licenciaturas: Animación Digital, Arquitectura, Arquitectura de Interiores, Artes Plásticas, Danza, Diseño de Información Visual, Historia del Arte y Curaduría, Idiomas, Literatura, Música, Teatro.
Maestrías y Especialidades: Diseño de Información.
doctorado: Creación y Teorías de la Cultura.
 EDEC - Escuela de Ciencias 
Licenciaturas: Actuaría, Biología, Bioquímica Clínica, Ciencia de Datos, Ciencias de la Nutrición, Cirujano Dentista, Enfermería, Física, Médico Cirujano, Nanotecnología, Ingeniería Molecular y Químico Farmacéutico Biólogo.
Maestría en línea: Administración de servicios de la salud.
doctorado en Biomedicina Molecular.
 EDCS - Escuela de Ciencias Sociales 
Licenciaturas: Antropología, Ciencia Política, Comunicación y Relaciones Públicas, Comunicación y Producción de Medios, Derecho, Pedagogía, Psicología Clínica, Psicología Organizacional, Relaciones Internacionales y Relaciones Multiculturales.
Maestrías y Especialidades: Comunicación y Medios Digitales, Derecho Fiscal, Gobernanza y Globalización y Psicología Clínica.
Maestrías y Especialidades por Internet: Derecho Empresarial y Psicología Organizacional.
 EDNE - Escuela de Negocios y Economía 
Licenciaturas: Administración de Empresas, Administración de Hoteles y Restaurantes, Administración de Negocios Internacionales, Artes Culinarias, Estrategias Financieras y Contaduría Pública, Economía, Banca e Inversiones y Mercadotecnia.
Maestrías y Especialidades: Administración de Empresas (Master in Business Administration), Administración de la Manufactura y Negocios Internacionales (Master in International Management).
Maestrías y Especialidades por Internet: Administración de Negocios, Administración Energética, Finanzas Corporativas y Marketing.
 EDEI - Escuela de Ingeniería 
Licenciaturas: Ingeniería Ambiental, Ingeniería Biomédica, Ingeniería en Logística y Cadena de Suministros, Ingeniería Civil, Ingeniería en Industrias Alimentarias, Ingeniería en Energía, Ingeniería en Robótica y Telecomunicaciones, Ingeniería en Sistemas Computacionales, Ingeniería Industrial, Ingeniería Mecánica, Ingeniería Mecatrónica e Ingeniería Química.
Maestrías y Especialidades: Gerencia de Proyectos de Construcción.
doctorados: Ciencia de Alimentos, Sistemas Inteligentes y Ciencias del Agua.
Maestrías UDLAP-SEP Puebla: Maestría en Educación Básica y Maestría en Educación Media Superior.

## Galerías, espacios culturales y colecciones de arte
En 2016, la Universidad de las Américas Puebla contaba con una galería dentro de su campus -La Luz de la Nevera-, dos espacios culturales en San Pedro Cholula y Puebla -la biblioteca Franciscana y Capilla del Arte- y la Colección de Arte UDLAP. Desde finales del siglo XX y hasta 2014, la UDLAP también era responsable de la Casa del Caballero Águila, en San Pedro Cholula, donde tenía un museo de sitio con piezas prehispánicas y un taller de restauración en el primer piso, y galerías para exposiciones de arte contemporáneo en el segundo. De igual forma, a lo largo de su historia, la institución ha tenido otras galerías y espacios dentro y fuera del campus.

### Galerías

#### Salas José Luis Cuevas y Bertha Cuevas
Estas salas fueron espacios para la exhibición de obras de arte ubicados en el edificio de la Ex Hacienda Santa Catarina Mártir que estuvieron activas durante el último periodo del rector Enrique Cárdenas y el correspondiente a Nora Lustig. Durante la gestión de Pedro Ángel Palou, el edificio fue remodelado y las salas fueron cerradas.

#### La Luz de la Nevera
Ubicada en el edificio de la Escuela de Artes y Humanidades dentro del campus de la UDLAP, La Luz de la Nevera es una galería donde cada jueves alumnos de Artes Plásticas y de otras carreras presentan una exposición distinta, de forma individual o colectiva. A decir de Joaquín Conde, profesor que coordina el proyecto, es un espacio para generar ejercicios curatoriales y museográficos que complementen lo aprendido en las aulas.

### Espacios culturales

#### Museo Frissell
En 1957, el entonces Mexico City College recibió en comodato el acervo y edificio del Museo Frisell (o Frissell), en Mitla, Oaxaca, el cual tiene una colección de arte zapoteca. El Centro de Estudios Regionales se traslada entonces a este lugar.
El museo fue fundado en 1950 en una casa de estilo neoclásico ubicada a pocos metros de la plaza central de Mitla; sus fundadores fueron Ervin Robert y Gertrude P. Frisell, pareja estadounidense que se asentó en la ciudad de Oaxaca en 1948 y que exhibió en este lugar su colección de objetos arqueológicos. La colección estaba dividida en tres salas, una de las cuales poseía objetos de la tumba 105 de Monte Albán. Aún bajo la administración de los Frissel, la colección del museo creció al incorporar el acervo de arte zapoteca de Howard Leigh, pintor y estudioso de la cultura y la lengua zapoteca, quién inició su colección en la ciudad de Taxco, en el estado de Guerrero.
Previo a la fundación del museo, la casa era propiedad de la familia Quero, quienes vivían ahí y la usaban también de hostal y tienda bajo el nombre de La Sorpresa. De acuerdo a ciertos registros, en algún tiempo durante la Colonia una parte del edificio habría sido la Casa Consistorial donde vivía el cura de la localidad junto con ayudantes y miembros de la guardia española. Hoy en día el recinto sigue abierto al público bajo el nombre de Museo Oaxaqueño de Arqueología Ervin Frissell.

#### Biblioteca Franciscana
Ubicada en el Portal de Peregrinos, dentro del Convento de San Gabriel, en el Centro de San Pedro Cholula, la Biblioteca Franciscana abrió sus puertas al público el 2 de enero de 2003 con más de 24 mil ejemplares provenientes de seis distintos conventos franciscanos de los estados de Puebla, Veracruz y el DF. La colección original cuenta con obras publicadas en América y Europa entre los siglos XVI y XIX, que son parte del fondo antiguo, mientras que cerca de mil 500 volúmenes sobre arquitectura, historia del arte e historia de México, editados en el siglo XX conforman su fondo contemporáneo. En 2008, a través de donaciones la biblioteca contaba con casi 30 mil volúmenes.
A través de un acuerdo del 17 de mayo de 1991 entre las autoridades de la Provincia Franciscana del Santo Evangelio de México y la UDLAP comienza el proyecto de esta biblioteca y del Centro de Documentación Franciscana con el objetivo inicial de reunir, catalogar, conservar y poner al alcance de los investigadores los acervos bibliográficos de seis conventos franciscanos de la zona centro–sur de México: Santa Úrsula Coapa y San Juan Bautista Coyoacán en el DF; San Andrés Calpan, San Francisco y San Gabriel Cholula, de Puebla; y San José de Gracia de Orizaba, Veracruz. Posteriormente, el 9 de diciembre de 1997, el acuerdo original sufre modificaciones para facilitar el uso del Portal de Peregrinos para la sede de la biblioteca y el centro de documentanción, otorgándose el espacio en comodato a la universidad por un periodo de 99 años. Su inauguración tuvo lugar el 26 de septiembre de 2001 y desde 2002 ofrece servicio a investigadores.
Durante varios años, la biblioteca consideró que su pieza más antigua era una biografía de Jesús titulada 'Vita Christi' de Ludolfo de Sajonia, publicado en 1507 en Lyon, Francia. Sin embargo, con los avances de los trabajos de catalogación del fondo antiguo se encontró una colección de cinco volúmenes de comentarios a los evangelios que datan de 1504 y conocidos como 'Commentari evangelii', editados por Ioannes Amorbachius en Basilea, Suiza.

#### Casa del Caballero Águila
La Casa del Caballero Águila es el edificio más antiguo de San Pedro Cholula y uno de los más antiguos de la región, construido en el siglo XVI y ubicado frente al zócalo de esta ciudad. De 1998 a 2014, con fondos provenientes de la Fundación Mary Street Jenkins y bajo la supervisión del Instituto Nacional de Antropología e Historia, estuvo bajo resguardo de la UDLAP; el contrato original de comodato establecía un periodo de 45 años. Tras los trabajos de restauración del inmueble, en 2001 abre sus puertas con un museo en el primer piso que contaba con seis salas donde se albergaba Colección Omar Jiménez -anterior dueño de la casa- que consta de 2 mil 321 piezas prehispánicas, coloniales, e históricas. En diciembre de 2014, el Ayuntamiento de San Pedro Cholula retiró el comodato que le había otorgado a la UDLAP, anunciando que ubicaría ahí una importante colección de arte, propiedad del gobierno municipal. En septiembre del año siguiente, el cabildo de San Pedro Cholula aprobó por unanimidad declarar sede del ayuntamiento a este edificio.

#### Capilla del Arte
Ubicada en un edificio estilo art-nouveau que durante el siglo XX albergó las tiendas departamentales Los almacenes de la Ciudad de México y Fábricas de Francia, este espacio cultural abrió sus puertas el 9 de octubre de 2009 con la exposición de arte contemporáneo Las implicaciones de la imagen.
Desde su apertura ha recibido exposiciones de procedencia extranjera como las muestras alemanas Lubok. Gráfica contemporánea y libros de artistas de Leipzig (2012) y ¡Ejemplos a seguir! Exploraciones en estética y sustentabilidad (2013); así como exposiciones de artistas nacionales como Te pareces tanto a mí (2010), con obras de la colección de Carlos Monsiváis, Cuerpo, ausencia: hilvanando identidades (2013) de la escultora Miriam Medrez; y La Ruptura y sus antecedentes (2014), con obra de la llamada Generación de la Ruptura del arte mexicano y piezas de Diego Rivera, David Alfaro Siqueiros y José Clemente Orozco.

### Colecciones de arte

#### Colección de Arte UDLAP
Conformada por obras de arte de creadores mexicanos y latinoamericanos, así como de extranjeros con trayectoria importante en la región, la Colección de Arte UDLAP incluía para 2016 más de 600 piezas distribuidas en seis acervos: talavera contemporánea, gráfica, pintura, fotografía, escultura y medios alternativos. Desde su época como Mexico City College, la institución ha adquirido o recibido en donación obras de profesores, egresados y artistas ajenos a la universidad, construyendo así "la colección de arte más grande del país" propiedad de una universidad privada. Algunos de los más de 160 artistas cuyas obras son parte de esta colección son Vicente Rojo, Rufino Tamayo, Francisco Toledo, José Luis Cuevas, Manuel Felguérez, Kazuya Sakai, Joy Laville, Luis Nishizawa, Pedro Friedeberg, Pedro Coronel, Maris Bustamante, Miriam Medrez, Carlos Arturo Arias Vicuña y Dulce Pinzón.
En 2014, la Colección de Arte UDLAP fue incluida en el Google Art Project, siendo la única universidad en América Latina incluida en este proyecto y una de las cinco instituciones mexicanas que formaban parte del lanzamiento de este proyecto junto con el Museo Nacional de Arte (Munal), el Museo Nacional de Antropología e Historia del INAH, el Museo Dolores Olmedo, y el Museo Frida Kahlo.

## Deportes

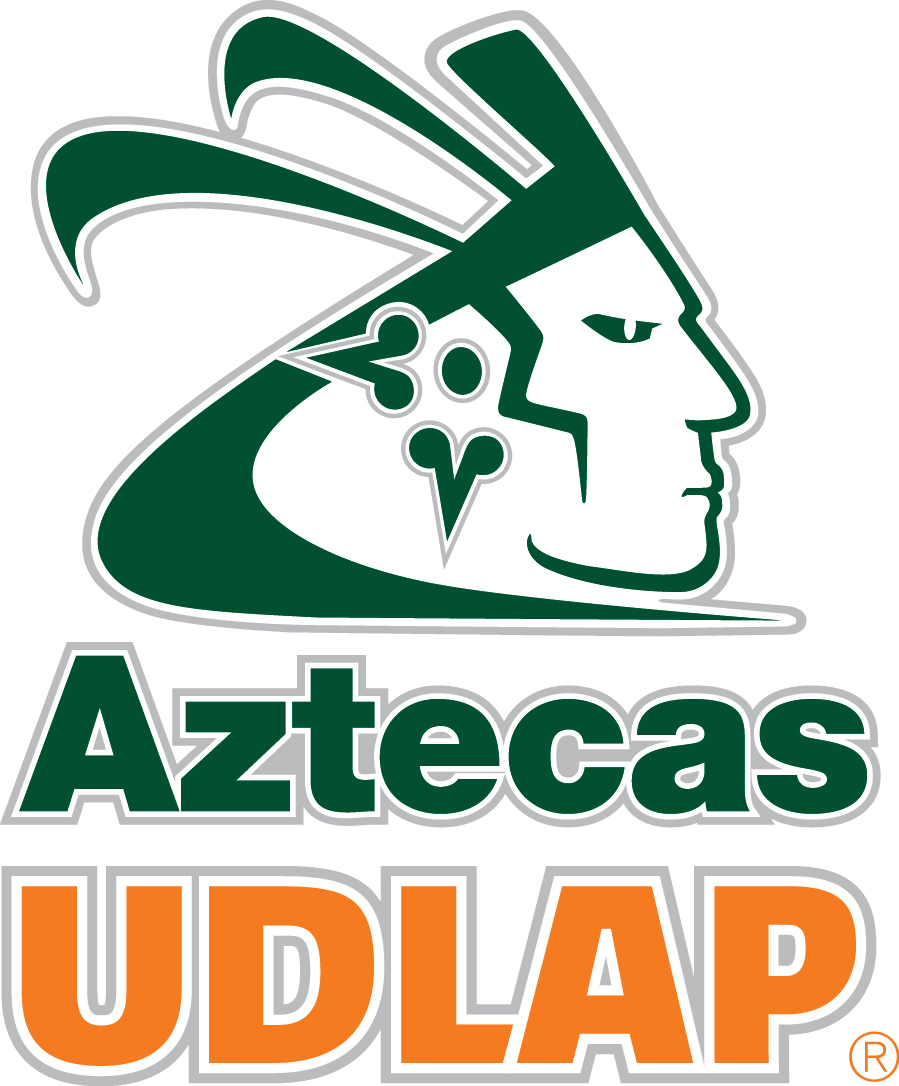

### Equipos deportivos representativos

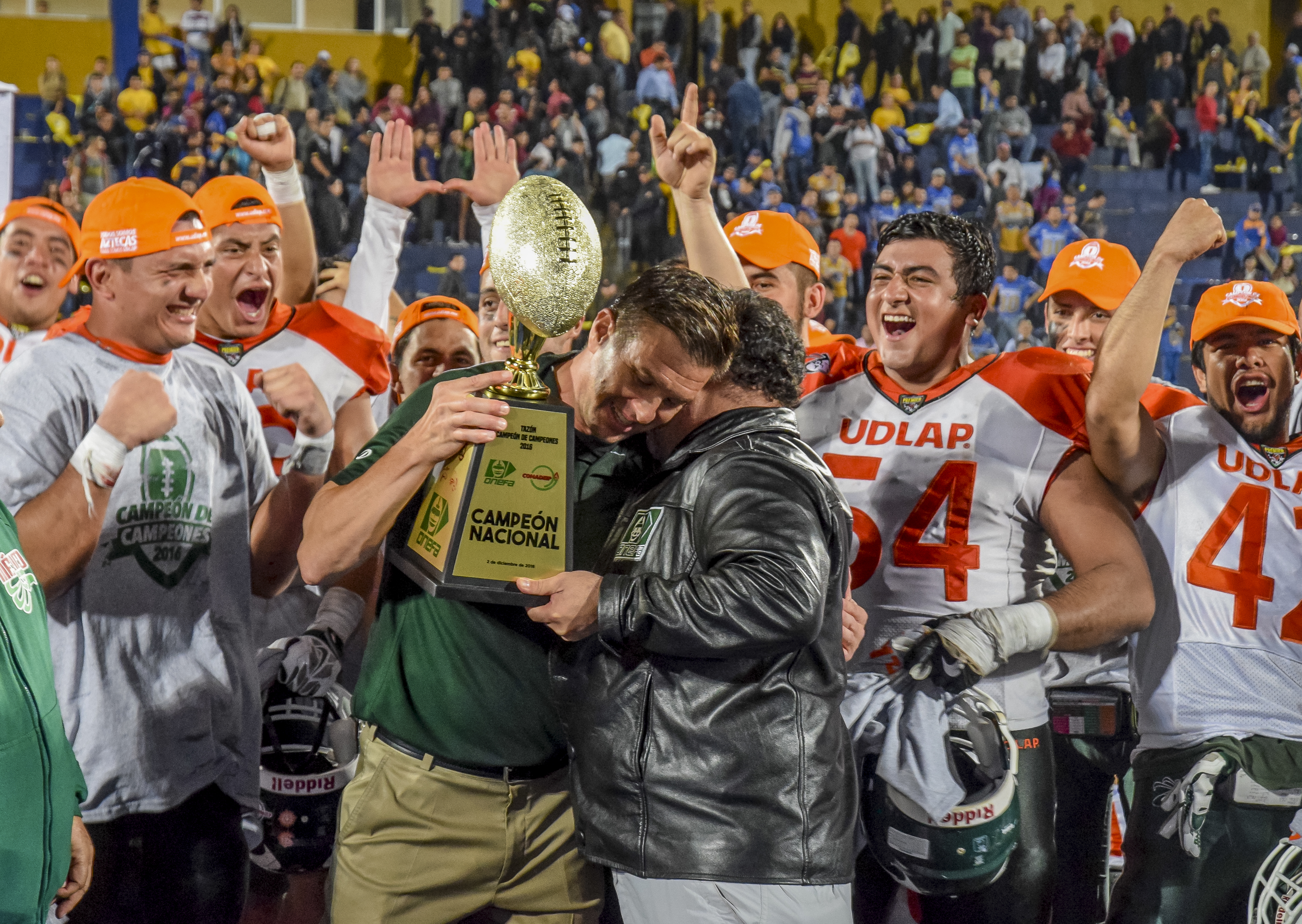
Aztecas UDLAP campeón de campeones 2016

El fútbol americano es uno de los deportes con mayor número de seguidores dentro de la UDLAP debido a su larga tradición, Los Aztecas han ganado cuatro campeonatos nacionales universitarios de la Liga Nacional ONEFA. A partir de la temporada 2010, la universidad se integra a la Liga Premier de Fútbol Americano de la Comisión Nacional Deportiva Estudiantil de Instituciones Privadas (CONADEIP) y en ese mismo año Aztecas se convierte en el equipo campeón de dicha liga.

#### Rendimiento
| Deporte                     | Título                                | Liga                                                | Año       |
| --------------------------- | ------------------------------------- | --------------------------------------------------- | --------- |
| Atletismo femenil           | Campeonato nacional                   | CONADEIP                                            | 2000      |
| Baloncesto femenil          | Campeonato nacional                   | CONADEIP                                            | 2009      |
| Baloncesto femenil          | Campeonato nacional                   | CONADEIP                                            | 2004      |
| Baloncesto femenil          | Campeonato nacional                   | CONADEIP                                            | 2005      |
| Baloncesto femenil          | Campeonato nacional                   | LINABE                                              | 2007      |
| Baloncesto femenil          | Campeonato nacional                   | CONADEIP                                            | 2003      |
| Baloncesto femenil          | Campeonato nacional                   | CONADEIP                                            | 2002      |
| Baloncesto femenil          | Campeonato nacional                   | LINABE                                              | 2002      |
| Baloncesto femenil          | Campeonato nacional                   | CONADEIP                                            | 2001      |
| Baloncesto femenil          | Campeonato estatal                    | CONDDE                                              | 2001      |
| Baloncesto femenil          | Campeonato nacional                   | LINABE                                              | 2000      |
| Baloncesto femenil          | Campeonato nacional                   | LINABE                                              | 1999      |
| Baloncesto femenil          | Campeonato nacional, 1.ª fuerza       | CONADEIP                                            | 1999      |
| Baloncesto femenil          | Campeonato regional                   | CONDDE                                              | 1990      |
| Baloncesto varonil          | Campeonato nacional                   | LIGA ABE                                            | 2015      |
| Baloncesto varonil          | Campeonato nacional                   | CONADEIP                                            | 2013      |
| Baloncesto varonil          | Campeonato estatal                    | CONDDE                                              | 2009      |
| Baloncesto varonil          | Campeonato estatal                    | CONDDE                                              | 2005-2006 |
| Baloncesto varonil          | Campeonato estatal                    | CONDDE                                              | 2005-2006 |
| Baloncesto varonil          | Campeonato estatal                    | CONDDE                                              | 2001      |
| Baloncesto varonil          | Campeonato regional                   | CONDDE                                              | 2001      |
| Baloncesto varonil          | Campeonato nacional                   | CONADEIP                                            | 2000      |
| Baloncesto varonil          | Campeonato nacional                   | CONADEIP                                            | 1998      |
| Baloncesto varonil          | Campeonato nacional, segunda división | CONADEIP                                            | 1998      |
| Baloncesto varonil          | Campeonato nacional, segunda división | CONADEIP                                            | 1994      |
| Baloncesto varonil          | Campeonato nacional                   | CONADEIP                                            | 1991      |
| Baloncesto varonil          | Campeonato nacional                   | CONADEIP                                            | 1989      |
| Baloncesto varonil          | Campeonato nacional                   | LINABE                                              | 1988      |
| Baloncesto varonil          | Campeonato nacional                   | CONADEIP                                            | 1984      |
| Baloncesto varonil          | Campeonato nacional, Torneo Jamboree  | INDE                                                | 1979      |
| Baloncesto varonil          | Campeonato nacional                   | Gran Ocho                                           | 1975      |
| Baloncesto varonil          | Campeonato nacional                   | Gran Ocho                                           | 1974      |
| Baloncesto varonil          | Campeonato nacional                   | Campeonato nacional Universitario                   | 1973      |
| Béisbol                     | Campeonato regional                   | CONDDE                                              | 2001      |
| Fútbol Americano            | Campeón de Campeones                  | CONADEIP vs ONEFA                                   | 2016      |
| Fútbol Americano            | Campeonato nacional                   | CONADEIP                                            | 2016      |
| Fútbol Americano            | Subcampeonato nacional                | CONADEIP                                            | 2015      |
| Fútbol Americano            | Campeonato nacional                   | CONADEIP                                            | 2014      |
| Fútbol Americano            | Campeonato nacional                   | CONADEIP                                            | 2013      |
| Fútbol Americano            | Campeonato nacional                   | CONADEIP                                            | 2010      |
| Fútbol Americano            | Campeonato nacional                   | ONEFA                                               | 1997      |
| Fútbol Americano            | Campeonato nacional                   | ONEFA                                               | 1996      |
| Fútbol Americano            | Campeonato nacional                   | ONEFA                                               | 1995      |
| Fútbol Americano            | Campeonato nacional                   | ONEFA                                               | 1991      |
| Fútbol Americano            | Campeonato nacional                   | Conferencia de FBA                                  | 1949      |
| Fútbol Americano            | Campeones “AA”                        | CONAJUVE                                            | 1993      |
| Voleibol femenil            | Campeonato nacional                   | CONADEIP                                            | 2011      |
| Voleibol femenil            | Campeonato estatal                    | Olimpiada Nacional                                  | 2008      |
| Voleibol femenil            | Campeonas                             | Liga de Voleibol Sabatina Independiente “Volkswagen | 2007      |
| Voleibol femenil            | Campeonato estatal                    | Universiada                                         | 2005-2006 |
| Voleibol femenil            | Campeonato nacional                   | CONADEIP                                            | 2006      |
| Voleibol femenil            | Campeonato nacional                   | CONADEIP                                            | 2003      |
| Voleibol femenil            | Campeonato estatal                    | CONDDE                                              | 2000      |
| Voleibol femenil            | Campeonas                             | Liga de Voleibol Sabatina Independiente “Volkswagen | 1994-1995 |
| Voleibol femenil            | Campeonato nacional                   | CONADEIP                                            | 1990      |
| Voleibol varonil            | Campeonato nacional, 2.ª fuerza       | CONADEIP                                            | 2012      |
| Voleibol varonil            | Campeonato nacional                   | CONADEIP                                            | 2007      |
| Soccer Femenil              | Campeonato nacional                   | CONADEIP                                            | 2015      |
| Soccer Femenil              | Campeonato nacional                   | Liga Mayor Femenil Apertura                         | 2013      |
| Soccer Femenil              | Campeonato nacional                   | Liga Mayor Femenil Clausura                         | 2013      |
| Soccer Femenil              | Campeonato nacional                   | CONADEIP                                            | 2013      |
| Soccer Femenil              | Campeonato nacional                   | CONADEIP                                            | 2011      |
| Soccer Femenil              | Campeonato nacional                   | Copa TELMEX - Telcel                                | 2018      |
| Soccer Femenil              | Campeonato nacional                   | Campeonato Universitario TELMEX - Telcel            | 2017      |
| Soccer Femenil              | Campeonato estatal                    | Campeonato Universitario TELMEX - Telcel            | 2010      |
| Soccer Femenil              | Campeonato nacional                   | Campeonato Universitario TELMEX - Telcel            | 2009      |
| Soccer Femenil              | Campeonato nacional de Fútbol Rápido  | CONADEIP                                            | 2009      |
| Soccer Femenil              | Campeonato estatal                    | Universiada                                         | 2005-2009 |
| Soccer Femenil              | Campeonato estatal                    | Torneo "Por la corona Universitaria"                | 2005      |
| Soccer Femenil              | Campeonato estatal                    | CONDDE                                              | 2001      |
| Soccer Varonil              | Campeonato estatal                    | Campeonato Universitario TELMEX                     | 2010      |
| Soccer Varonil              | Campeonato estatal                    | Campeonato Universitario TELMEX                     | 2011      |
| Tae Kwon Do Poomsae Femenil | Campeonato nacional                   | CONADEIP                                            | 2018      |
| Tae Kwon Do Poomsae Femenil | Campeonato nacional                   | CONADEIP                                            | 2017      |
| Tae Kwon Do Femenil         | Campeonato nacional                   | CONADEIP                                            | 2006      |
| Tae Kwon Do Femenil         | Campeonato nacional                   | CONADEIP                                            | 2001      |
| Tae Kwon Do Femenil         | Campeonato nacional                   | CONADEIP                                            | 1992      |
| Tae Kwon Do Poomsae Varonil | Campeonato nacional                   | CONADEIP                                            | 2018      |
| Tae Kwon Do Varonil         | Campeonato nacional                   | CONADEIP                                            | 2017      |
| Tae Kwon Do Varonil         | Campeonato nacional                   | CONADEIP                                            | 2016      |
| Tae Kwon Do Varonil         | Campeonato nacional                   | CONADEIP                                            | 2015      |
| Tae Kwon Do Varonil         | Campeonato nacional                   | CONADEIP                                            | 2014      |
| Tae Kwon Do Varonil         | Campeonato nacional                   | CONADEIP                                            | 2013      |
| Tae Kwon Do Varonil         | Campeonato nacional                   | CONADEIP                                            | 1991      |
| Tenis                       | Torneo de Maestros                    | CONADEIP                                            | 2004      |
| Tenis                       | Campeonato estatal                    | CONDDE                                              | 2001      |
| Tenis                       | Campeonato regional                   | CONDDE                                              | 2001      |
| Tenis                       | Campeonato estatal                    | CONDDE                                              | 2000      |
| Tenis                       | Campeón Nacional                      | Conferencia Deportiva Estudiantil                   | 1999      |

### Atletas destacados

#### Morris "Moe" Williams
Morris "Moe" Williams fue uno de los atletas más reconocidos de la universidad durante su etapa como el Mexico City College. Formó parte del equipo que fue admitido en 1947 en la Liga Mayor, en la que enfrentaron a instituciones como la Universidad Nacional Autónoma de México, el Instituto Politécnico Nacional y el Colegio Militar. Ese equipo, conocido popularmente como "La Ola Verde", estaba compuesto por veteranos de la Segunda Guerra Mundial que habían ido a terminar sus estudios al Mexico City College.
Durante un partido de postemporada en San Antonio, Texas, el decano Paul V. Murray descubrió que las leyes locales le prohibían a "Moe" Williams jugar debido a que era afroamericano. Decidido a que Williams no fuera privado de la oportunidad de jugar, ideó un plan: ordenó que todo el equipo se cambiara en el hotel (no en los vestidores del estadio); todos los jugadores saltaron del autobús al campo con los cascos puestos, de modo que Williams pudiera pasar desapercibido. "Moe" pasó todo el partido sin quitarse el casco y sin pronunciar ni una sola palabra. Aunque el Mexico City College perdió 73-6 ese partido, el escritor del anuario de 1948 hizo notar que "Moe" Williams se había convertido en el primer afroamericano que había jugado entre blancos en un emparrillado en Texas.
"Moe" Williams llegó a ser seleccionado para el equipo de estrellas de la liga y en 1949, ayudó al equipo de Aztecas a vencer a la UNAM en el juego por el Campeonato Nacional. A pesar de que se graduó en 1950, nunca se separó de la institución. En 1955, la UDLAP empezó a jugar baloncesto de forma interna, y en 1958 fue incluida en la Liga Mayor de dicho deporte. Williams se convirtió en el primer entrenador del equipo de baloncesto, posición que mantuvo hasta 1990, cuando la enfermedad lo obligó a retirarse. Falleció al año siguiente, en 1991.
El gimnasio de la Universidad de las Américas Puebla, donde se encuentra la duela de baloncesto, lleva su nombre como reconocimiento a su trayectoria.

#### Herman Adam Negrete
En el deporte individual, el atleta Herman Adam Negrete es uno de los referentes en la historia del atletismo de la UDLAP, gracias a su participación en dos ediciones de Juegos Olímpicos, Seúl 1988 y Barcelona 1992, así como en otros eventos atléticos de altura mundial.